# Egyiptom világörökségi helyszínei
Egyiptom területéről eddig hét helyszín került fel a világörökségi listára, harmincnégy helyszín a javaslati listán várakozik a felvételre.
| | Théba és a Halottak városa |
| 1979 |                            |
| Kulturális (I)(III)(VI) |                            |
| Védett terület: 7 390,1 ha, puffer zóna: 443,5 ha, hivatkozás: 87 |                            |
| A helyszín a Nílus keleti partján álló Luxor és Karnak templomegyütteseiből, valamint a nyugati parton elterülő nekropoliszokból és halotti templomokból áll. Thébában a legkorábbi templomokat, palotákat és lakónegyedeket az i. e. 3. évezred végén kezdték el építeni, majd a település a Közép- és Újbirodalom idején több mint ezer évig Egyiptom fővárosa, királyi temetkezőhelye és Ámon-Ré, az egyiptomi birodalom főistenének kultuszhelye volt. A Montu, Ámon és Mut hármas istenségnek szentelt karnaki templom Egyiptom legnagyobb és legfontosabb temploma volt. Oszlopcsarnokában tizenhat sorban összesen 134 oszlopot állítottak fel, amelyeket hieroglifák és csatajelenetek díszítenek. Az épületegyüttest hosszú, szphinxekkel szegélyezett út kötötte össze a III. Amenhotep és II. Ramszesz idejében épült kisebb luxori templommal. A Nílus nyugati oldalán elterülő Holtak városa másfél évezreden keresztül fejlődött. A területen számos halotti templomot emeltek elkülönítve a tényleges síroktól, hogy ezzel is megelőzzék azok kifosztását. A tényleges sírokat sziklában vájták így alakultak ki a sírkörzetek (Királyok Völgye, Királynék Völgye, Deir el-Medine, al-Asarif, al-Khokha), ahol a fáraók, feleségeik, tisztségviselőik és papjaik nyugszanak. |                            |

| | Az iszlám Kairó |
| 1979 |                 |
| Kulturális (I)(V)(VI) |                 |
| Védett terület: 523,6 ha, hivatkozás: 89 |                 |
| Kairót al-Qáhira („Győzedelmes”) néven 969-ben alapították fátimida hódítók és megtették új kalifátusuk székhelyének. A későbbi metropolisz több kisebb, fokozatosan összekapcsolódó városból jött létre. Falakkal körbevett történelmi negyedében több mint hatszáz nyilvántartott műemlék található. Az évszázadok során a területet egymást követő dinasztiák uralkodói irányították, köztük Szaladin szultán a 12. század végén, valamint a maleluk szultánok 1250 és 1517 között. A város a 16. századtól a 19. századig az Oszmán Birodalom része volt. A fátimida korszak legszebb műemlékei az El-Azhar negyedben találhatók, köztük három városkapu, a városfal négyzet alaprajzú tornyai és öt mecset. Az El-Aznar mecset, Egyiptom harmadik legrégebbi mecsete 970 és 972 között épült. Az épületegyüttes egy részében 989-től az iszlám szunnita irányzatának jogi és arab nyelvű egyeteme működik, igazgatója napjainkban is az ország legmagasabb rangú vallási tekintélye. A városkép meghatározó eleme a Citadella, építése 1176-ban kezdődött Szaladin szultán utasítására. Az erődítmény nagy részét 1825-ben egy lőporrobbanás elpusztította, majd 1830-tól itt épült fel a Mohamed Ali-, más néven Alabástrom-mecset. |                 |

| | Memphisz, és a holtak városa - piramisok Gízától Dahsúrig |
| 1979 |                                                           |
| Kulturális (I)(III)(VI) |                                                           |
| Védett terület: 16 358,5 ha, hivatkozás: 86 |                                                           |
| Memphisz az Óbirodalom idején főváros és királyi székhely volt. Építésére a feltételezések szerint Ménész fáraó, az egyesített Egyiptom első uralkodója adott parancsot i. e. 3100 körül. A város legfontosabb épülete Ptah isten temploma volt. A településből csak elszórt romok maradtak meg, ezen kívül II. Ramszesz az i. e. 13. században készült kolosszális márványszobra, valamint megközelítőleg ötven tonnás áldozati asztalok, amelyeken az Ápisz bikákat balzsamozták. Memphisz nekropolisza a közeli Szakkara volt, az ország legnagyobb temetkezési helye. Itt áll a legrégebbi megmaradt kőépítmény, Dzsószer fáraó lépcsős piramisa. A temető nagyjából hét kilométer hosszan terül el, és eddig húsz uralkodó sírját azonosították benne az ókori Egyiptom gyakorlatilag minden időszakából. Ettől délre található Dahsúr, ahol a IV. dinasztia megalapítója, Sznofru fáraó parancsára emelték a Tört piramist majd később a Vörös piramist. A területen még három másik piramis is található a XII. dinasztia korából. Abu-Szírben az ásatások során négy piramist és egy sírt azonosítottak az V. dinasztia idejéből. A leghíresebb piramismező Gízában található, kilenc piramissal, templomokkal és főhivatalnokok sírjaival. A leghíresebb műemlék Hufu fáraó nyughelye a Nagy piramis, a valaha épített legnagyobb piramis. Mellette áll két utódjának Hafrénak és Menkaurénak piramisa, valamint az egyetlen mészkőtömbből kifaragott Szfinx. |                                                           |

| | Núbiai műemlékek, Abu Szimbel és a philaei Ízisz-szentély |
| 1979 |                                                           |
| Kulturális (I)(III)(VI) |                                                           |
| Védett terület: 374,5 ha, hivatkozás: 88 |                                                           |
| Az Asszuán és a szudáni határ között fekvő terület régészetileg rendkívül fontos. Az itt található legjelentősebb épületek a II. Ramszesz parancsára emelt két sziklatemplom Abu Szimbelben, valamint a Philae szigetén álló Ízisz-szentély. Az asszuáni gát építésekor ezek a templomok örökre víz alá kerültek volna, ezért 1960 és 1964 között az UNESCO segítségével az épületeket lemérték, darabokra vágták és eredeti helyük felett hatvanöt méterrel újra felépítették. Az Abu Szimbelnél álló templomokat Egyiptom a déli szomszédja feletti hatalma jelképeként építették. Az Ámon-Ré, Ré-Harahti, Ptah isteneknek, valamint II. Ramszesz fáraónak szentelt Nagy templom bejáratát négy, húsz méter magas ülő szobor szegélyezi. A hatvanhárom méter hosszú belső csarnokot a fáraó szobrai díszítik. A Kis templomot Hathor istennőnek, és a fáraó fő feleségének, Nefertani királyné emlékének szentelték. Az Izisz-templomot a Ptolemaiosz-korban építették, jelenleg a Nílus egyik kis szigetén, Agilkián található. Abu Szimbel és Philae mellett a területen láthatók Amada Derr, Ouadi Es Sebonah, Dakka, Maharralah, Talmisz, Beit el Ouali valamint Kartassi templomai is. |                                                           |

| | Abu Mena korai keresztény műemlékei |
| 1979 |                                     |
| Veszélyeztetett világörökségi helyszínek listájára került: 2001 |                                     |
| Kulturális (IV) |                                     |
| Védett terület:182,7 ha, hivatkozás: 90 |                                     |
| Abu Mena egy fontos korai keresztény zarándokhely volt, ahova számos országból érkeztek hívők Alexandriai Szent Menész sírjához. A hely a keleti és nyugati vallások hatásainak különleges keveredéséről tanúskodik. Szent Menész egy egyiptomi származású légiós volt, aki 296-ban Kis-Ázsiában szenvedett vértanúhalált. A település temploma, keresztelőkápolnája és bazilikái kopt stílusban épültek a szent sírjának közelében. Jellemző rájuk a háromhajós alaprajz, a vályogtéglából épült vastag falak, a rendkívül magas középhajók, a boltíves mennyezet és a háromkaréjos apszis. Az egyre nagyobb számban érkező zarándokok részére építették az 5. században az úgynevezett „Termál bazilikát”, ahol a környező meleg vizes források vizét tárolták. A vértanú sírja melletti forrásnak csodatévő hatást tulajdonítottak. Abu Mena a 12. században vesztette el jelentőségét, amikor a forrás kiszáradt és a zarándokhely feledésbe merült. Az ásatások során lakóházakat, temetőket, középületeket, utcákat, kolostorokat és műhelyeket is feltártak. |                                     |

| | Szent Katalin-kolostor |
| 2002 |                        |
| Kulturális (I)(III)(IV)(VI) |                        |
| Védett terület: 60 100 ha, hivatkozás: 954 |                        |
| A Szent Katalin-kolostor a Hóreb-hegy lábánál fekszik, ahol a hagyomány szerint Mózes megkapta a törvénytáblákat. A görög ortodox kolostort 550 körül alapították és ez a világ egyik legrégebbi, folyamatosan eredeti feladatkörében működő kolostora. Az épületegyüttest körülvevő falakat a 6. században Jusztiniánusz bizánci császár parancsára építették. A bonyolult elrendezésű, útvesztőre hasonlító kolostor falai és épületei a bizánci építészet jelentős alkotásai. A kolostor legfontosabb részei, a 6. századból származó bazilika és az úgynevezett „Égő csipkebokor-kápolna” különösebb károsodás nélkül, jó állapotban maradtak fenn. A kolostorban felbecsülhetetlen értékű kora keresztény kéziratokat és ikonokat őriznek, valamint egy Jézus színeváltozását ábrázoló, szintén a korai kereszténység korából származó mozaikot. A kolostorban lakó közösségek mindig igyekeztek szoros kapcsolatot ápolni a körülöttük élő muszlimokkal. Ennek bizonyítéka egy 623-ból származó, Mohamed próféta aláírását viselő dokumentum, ami felmenti a szerzeteseket a katonai szolgálat és az adófizetés alól. Viszonzásul a kolostor területén egy kápolnát mecsetté alakítottak át, ami azóta is muszlim imahelyként működik. |                        |

| | Bálna-völgy |
| 2005 |             |
| Természeti (VIII) |             |
| Védett terület:20 015 ha, puffer zóna: 5 885 ha, hivatkozás: 1186 |             |
| A Vádi el-Hitan, a Bálna-völgy a Nyugati sivatagban, Kairótól kétszázötven kilométerre nyugati irányban található. A völgyben felbecsülhetetlen értékű fosszíliákat tártak fel, a legfontosabb közülük háromszáznyolcvan megkövesedett csontváz, a bálnák legkorábban kihalt alfajának maradványai. A kövületek homokkőben, márgában és mészkőben maradtak meg a történelem előtti Tethys-óceán mára napvilágra került aljzatának sziklarétegében. A helyszínen rekonstruálható az a folyamat, amely során a bálna szárazföldi állatból óceánlakóvá vált. A Bálna-völgy azért kiemelkedően fontos, mert az állatok törzsfejlődésének átmeneti korszakáról ad képet. A fosszíliák azoknak a ceteknek a maradványai, amelyek hátsó lábaik elvesztésének utolsó szakaszában voltak. Az ekkor élt cetfélék több, mint húsz méter hosszúak voltak, vízben vadásztak és feltételezhetően csak szaporodáskor jöttek ki a szárazföldre. A legrégebbi, ma is látható rétegek megközelítőleg negyvenmillió évesek, bennük bálnacsontvázak mellett cápafogakkal, valamint teknősök és krokodilok maradványaival. Ezek a más állatból származó kövületek segítenek a kor ökológiájának rekonstruálásában. |             |

## Elhelyezkedésük
| Világörökségi helyszínek                                                                    |
| ------------------------------------------------------------------------------------------- |
| Théba Az iszlám Kairó Memphisz Núbiai műemlékek Abu Mena Szent Katalin-kolostor Bálna-völgy |

## Javasolt helyszínek
| Megnevezés                                                                        | Kép | Típus      | Kritérium                        | Év   | Link |
| --------------------------------------------------------------------------------- | --- | ---------- | -------------------------------- | ---- | ---- |
| Egyiptomi Múzeum                                                                  |     | Kulturális | IV, VI                           | 2021 | 6511 |
| A Kharga-oázis és a kis déli oázisok (Nabta Playa, Dungul és Kurkur-oázis. )      |     | Vegyes     | I, II, III, IV, V, VI, VII, VIII | 2015 | 6067 |
| Heluani obszervatórium                                                            |     | Vegyes     | II, VI, VII                      | 2010 | 5574 |
| Dadabija                                                                          |     | Természeti | VIII                             | 2008 | 5389 |
| Alexandria ókori emlékei és az új könyvtár                                        |     | Kulturális | I, II, VI                        | 2003 | 1822 |
| Abüdosz                                                                           |     | Kulturális | IV, VI                           | 2003 | 1823 |
| Felső-Egyiptom Ptolemaida és római kori templomai                                 |     | Kulturális | IV                               | 2003 | 1824 |
| Közép-Egyiptom nekropoliszai a Középbirodalom korától a római korig               |     | Kulturális | II, III, IV                      | 2003 | 1825 |
| Roda nilométer, Kairó                                                             |     | Kulturális | I, IV                            | 2003 | 1826 |
| Az Arab-sivatag és a Vádi Natrún kolostorai                                       |     | Kulturális | II, IV, V                        | 2003 | 1827 |
| Szaladin-korabeli erődök a Sínai-félszigeten (Al-Gundi és a Fáraó-sziget          |     | Kulturális | IV, VI                           | 2003 | 1828 |
| An-Nakhl-erőd                                                                     |     | Kulturális | III, IV, VI                      | 2003 | 1829 |
| Fajjúm ősi vízgazgálkodási rendszerének maradványai és kultúrtája                 |     | Kulturális | I, IV, V                         | 2003 | 1830 |
| Rosetta történelmi negyedei és műemlékei                                          |     | Kulturális | II, IV, V                        | 2003 | 1831 |
| A Nyugati-sivatag déli oázisai                                                    |     | Természeti | VII, VIII, IX, X                 | 2003 | 1808 |
| Madárvonulási útvonalak                                                           |     | Természeti | VII,X                            | 2003 | 1809 |
| Sivatagi vádik - Kena, El Gemal, Allaqi                                           |     | Természeti | VII, VIII, IX, X                 | 2003 | 1810 |
| Hegyláncok - (a Sínai-félsziget, a Keleti-sivatag és a Nyugati sivatag területén) |     | Természeti | VII, VIII, IX, X                 | 2003 | 1811 |
| Sivatagi tájak - Kattara-mélyföld, Nagy-homoktenger, Szannur-barlang              |     | Természeti | VII, VIII, IX                    | 2003 | 1812 |
| Gebel Katrani és a Kárúni-tó természetvédelmi területe                            |     | Vegyes     | -                                | 2003 | 1797 |
| Rasz Mohammed Nemzeti Park                                                        |     | Természeti | VII, VIII, IX, X                 | 2002 | 1636 |
| A Szíva-oázis régészeti helyszínei                                                |     | Kulturális | -                                | 1994 | 186  |
| Szerabit el-Hadim temploma                                                        |     | Kulturális | -                                | 1994 | 187  |
| A Sínai-félsziget északi részének régészeti helszínei                             |     | Kulturális | -                                | 1994 | 189  |
| III. Ramszesz Hathor temploma a Sínai-félszigeten                                 |     | Kulturális | -                                | 1994 | 190  |
| Dahsúr                                                                            |     | Kulturális | -                                | 1994 | 191  |
| Fajjúmi települések                                                               |     | Kulturális | -                                | 1994 | 192  |
| el Gendi-erőd                                                                     |     | Kulturális | -                                | 1994 | 193  |
| el-Tór kolostora                                                                  |     | Kulturális | -                                | 1994 | 194  |
| Feiran vádi                                                                       |     | Kulturális | -                                | 1994 | 195  |
| Fáraó-sziget                                                                      |     | Kulturális | -                                | 1994 | 196  |
| Dahab                                                                             |     | Kulturális | -                                | 1994 | 197  |
| Minja régészeti helyszínei                                                        |     | Kulturális | -                                | 1994 | 198  |
| Nuveiba kastélya                                                                  |     | Kulturális | -                                | 1994 | 199  |